# Kontrolnik leta
Kontrolnik leta je instrument, ki kaže vrtenje letala okrog navpične osi in koordinacijo zavoja. Služi za instrumentalno letenje (IFR). Deluje po načelu giroskopske vrtavke, ki jo poganja zračni tok ali električni motor. Ohišje vrtavke je povezano na kazalec, ki se nahaja na sprednji strani instrumenta in prikazuje hitrost vrtenja okrog navpične osi letala, ne pa nagiba letala, kot marsikdo zmotno misli. Ta kazalec ima dve oznaki na levi in desni strani. Ko se odkloni do ene od teh oznak, bo v času, ki je napisan na skali instrumenta, letalo naredilo 360° zavoj.
Pod to skalo je po navadi dodana tudi kroglica, zaprta v s tekočino napolnjeni stekleni cevki, ki služi za koordinacijo zavoja. V kolikor namreč zavoj ni koordiniran (koordiniran zavoj pomeni zavoj brez bočnega drsenja), se kroglica odkloni iz ravnovesne lege nasprotno od smeri bočnega drsenja.
Novejši instrumenti imajo dodano še funkcijo prikazovanja nagiba letala, kar služi za primer odpovedi umetnega horizonta.